# 米尼亚克莫旺
米尼亚克莫旺（法語：Miniac-Morvan，法語發音：[minjak mɔʁvɑ̃]）是法国伊勒-维莱讷省的一个市镇，位于该省西北部，属于圣马洛区。

## 地理
米尼亚克莫旺（48°30'53"N, 1°54'0"W）面积31.03 平方千米，位于法国布列塔尼大區伊勒-维莱讷省，该省份为法国西北部沿海省份，位于布列塔尼半岛东部，北濒大西洋，西接阿摩尔滨海省和莫尔比昂省，南至大西洋卢瓦尔省，西南端接曼恩-卢瓦尔省，东临马耶讷省，东北与芒什省接壤。
与米尼亚克莫旺接壤的市镇（或旧市镇、城区）包括：伊勒-维莱讷新堡、普莱盖尔、圣吉努、圣佩尔马克昂普莱、勒特龙谢、朗斯河畔普勒迪安、梅尼勒罗克。

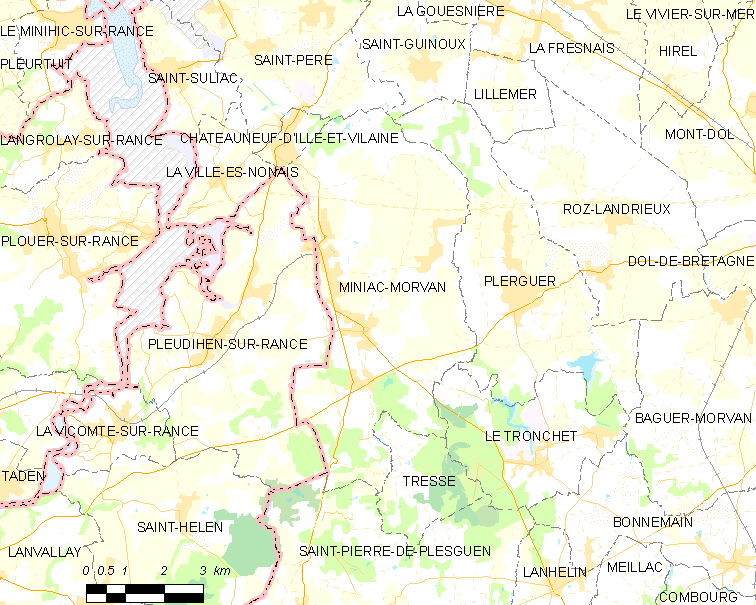
米尼亚克莫旺的OSM定位图

米尼亚克莫旺的时区为UTC+01:00、UTC+02:00（夏令时）。

## 行政
米尼亚克莫旺的邮政编码为35540，INSEE市镇编码为35179。

## 政治
米尼亚克莫旺所属的省级选区为布列塔尼地区多勒县。

## 人口

1962-2008年间米尼亚克莫旺人口变化图示

米尼亚克莫旺于2022年1月1日时的人口数量为4379人。